# Всегалицьке видавництво
Всегалицьке видавництво (Всегалвидав) — видавництво в Тернополі у період Галицької Соціалістичної Радянської Республіки.

## Історія
Створене на початку вересня 1920. Об'єднало друкарні, які націоналізував Галревком, випускало агітаційні плакати, листівки, розпорядження влади, брошури.
Виданий «Збірник декретів, декларацій і постанов Галревкому», від 10 вересня виходила «Стінна газета Галицького радянського телеграфного агентства».
Припинило діяльність із відступом Червоної армії.
Керівник — Іван Кулик; працювали Олесь Досвітній, Мирослав Ірчан та інші. 